# Asier Goti Llona
Asier Goti Llona (Baracaldo, Vizcaya, 3 de mayo de 1989) es un futbolista español que juega de centrocampista.

## Trayectoria
Se formó en la cantera del Romo, para jugar con el Sondika en la temporada 2008-09. Después jugó durante dos años en el Lemona (2009-11), en los que disputó 24 y 34 partidos, respectivamente. De ahí pasó al Athletic B, donde militó otras dos temporadas (2011-13) con 30 y 32 partidos jugados. En la segunda campaña hizo tres goles. 
Asier Goti jugó otros dos años en el Barakaldo, disputando la temporada 2014-15 un total de 36 partidos, de los cuales 26 fueron como titular, en su mejor participación en Segunda B. Además hizo siete goles este año. 
La campaña 2015-16 estuvo en el SD Compostela, donde disputó 27 partidos (19 como titular) y no anotó. El conjunto gallego descendió de categoría.
En 2016, firmó con el Marbella Fútbol Club, donde realizó una gran temporada 2016/17.
En la temporada 2017/2018 firmó por la Sociedad Deportiva Leioa. Tras no aceptar la oferta de renovación, decidió unirse al Burgos CF de cara a la campaña 2018-19. En septiembre de 2020 firmó por la SD Leioa, después de haber pasado como cedido los últimos seis meses en dicho club. En julio de 2021 firmó por el Sestao River, que jugaría en Segunda RFEF.

## Clubes
| Club                      | País   | Año       |
| ------------------------- | ------ | --------- |
| Sociedad Deportiva Lemona | España | 2009-2011 |
| Bilbao Athletic           | España | 2011-2013 |
| Barakaldo CF              | España | 2013-2015 |
| SD Compostela             | España | 2015-2016 |
| Marbella Fútbol Club      | España | 2016-2017 |
| Sociedad Deportiva Leioa  | España | 2017-2018 |
| Burgos Club de Fútbol     | España | 2018-2020 |
| Sociedad Deportiva Leioa  | España | 2020-2021 |
| Sestao River              | España | 2021-2023 |
| UD Logroñés               | España | 2023-2024 |